# 권태규
권태규(한국 한자: 權泰圭, 1971년 2월 14일 ~ )는 대한민국의 전 축구 선수이며, 포지션은 공격수이다.현재는 축구 감독